# Frente Nacional de Libertação de Angola
Die Frente Nacional de Libertação de Angola (FNLA, deutsch Nationale Front zur Befreiung Angolas) wurde 1957 als União das Populações do Norte de Angola (UPNA) („Vereinigung der Völker Nordangolas“) gegründet mit dem vorrangigen Ziel, die Interessen der Bevölkerungsgruppe der Bakongo im Nordwesten Angolas zu vertreten. Später wurde sie umbenannt in União das Populações de Angola (UPA; dt. Vereinigung der Völker Angolas). Im Laufe der 1960er Jahre wurde sie zu einer von drei nationalistischen Bewegungen, die einen Guerillakampf gegen die portugiesische Kolonialherrschaft führten. Sie ist heute eine Oppositionspartei in Angola.

## Geschichte

### Entstehung und antikolonialer Krieg
Die UPNA war eine von mehreren gegen die Kolonialherrschaft gerichteten Gruppierungen, die sich in den 1950er Jahren unter den Bakongo bildeten – parallel zu ähnlichen Vorgängen in anderen Teilen Angolas. Die ethnische Orientierung der UPNA wurde überdeutlich, als sie unmittelbar nach ihrer Gründung an die Vereinten Nationen eine Petition richtete, um die Wiedererrichtung des Königreiches Kongo zu verlangen. Ihre Organisationszentrale befand sich in der Hauptstadt Zaires, Léopoldville (heute Kinshasa). Schon 1958 veränderte die UPNA jedoch ihren Kurs, begann die Unabhängigkeit Angolas zu propagieren und benannte sich in União das Populações de Angola (UPA; dt. Vereinigung der Bevölkerung Angolas) um. 1962 vereinigte die UPA sich mit einer weiteren anti-kolonialen Gruppe, dem Partido Democratico de Angola (PDA), zur FNLA. Deren Vorsitzender wurde Holden Roberto, der dieses Amt bis zu seinem Tod im Jahre 2007 innehatte.
Die FNLA bildete in Léopoldville zunächst eine gemeinsame Front mit dem Movimento Popular de Libertação de Angola (MPLA), doch scheiterte dieses Experiment schon nach drei Monaten. Daraufhin rief die FNLA  eine „revolutionäre Exilregierung Angolas“ aus (Governo Revolucionário de Angola no Exílio, GRAE). Diese vermied bewusst eine Begrenzung auf ihre ursprüngliche soziale Basis. So gehörten zu ihrer Leitung auch zwei Führungsfiguren aus der Ethnie der Ambundu und ihr Außenminister wurde Jonas Savimbi von den Ovimbundu, der spätere Gründer der UNITA. Mit Hilfe des zairischen Präsidenten Mobutu Sese Seko begann sie mit dem Aufbau eines militärischen Arms, des ELNA (Exército de Libertação Nacional de Angola, Heer zur nationalen Befreiung Angolas), das während einiger Jahre auch die Hilfe Chinas erhielt.  Ein weiterer Versuch zur Bildung einer gemeinsamen Front mit der MPLA und anderen Gruppierungen, unternommen auf Drängen des Präsidenten des Kongo-Brazzaville, Fulbert Youlou, scheiterte 1962. Damit waren endgültig die Weichen gestellt für einen Unabhängigkeitskampf in Angola, den verschiedene Bewegungen neben- und gegeneinander führten.
Der Beitrag der FNLA zu diesem Kampf war zwar historisch bedeutsam, insgesamt aber gering. Schon 1961 hatte ihre Vorform UPA in den nordwestlichen Distrikten Angolas, besonders der heutigen Provinz Uíge, einen Aufstand ausgelöst, der zu einem Flächenbrand wurde und dessen symbolische Bedeutung kaum zu überschätzen war. Militärisch wurde er jedoch von den eilig verstärkten portugiesischen Truppen relativ rasch niedergeschlagen. In der Folgezeit gab es hier nur ein ganz geringes Maß an Guerillatätigkeit seitens der FNLA, obwohl diese inzwischen im Zaire, in einer ihr zugeteilten Militärbasis in Kinkuzu, über mehrere Tausende Soldaten verfügte. Im Nordwesten Angolas kam es Mitte der 1960er Jahre  zu offenen Feindseligkeiten zwischen FNLA und MPLA, da letzteres in der heutigen Provinz Cuanza Norte eine Guerillabasis errichtet und dazu den Zugang über „FNLA-Gebiet“ benötigte. Ende der 1960er Jahre errichtete die FNLA (von Katanga aus) eine Guerillabasis in Ostangola, nördlich von Luena, die jedoch kaum tätig wurde.  Anfang der 1970er Jahre stellte die FNLA – wie ihrerseits auch MPLA und UNITA – keine wirkliche Gefahr mehr für die portugiesische Kolonialmacht dar.

### Entkolonisierungskonflikt
Als Portugal 1974 seine Absicht ankündigte, sich aus seinen Kolonien zurückzuziehen, drang die FNLA von Zaire aus sofort mit massiven Militärkräften nach Angola ein und demonstrierte Präsenz nicht nur im Nordwesten, dem Siedlungsgebiet der Bakongo, sondern sehr stark auch in Luanda sowie, weniger stark, in den wichtigsten Städten von Mittel- und Südangola. Ihr Versuch, Luanda zu erobern, scheiterte am Widerstand der MPLA, die inzwischen durch kubanische Truppen verstärkt worden war und die Unterstützung der Sowjetunion erhielt. Die FNLA verbündete sich daraufhin mit der UNITA, der dritten antikolonialen Bewegung. Es entwickelte sich ein blutiger Entkolonisierungskonflikt, in den aufseiten von FNLA/UNITA vor allem die USA und das Apartheidregime Südafrikas eingriffen. Gemeinsam riefen beide am 11. November 1975 in der Stadt Nova Lisboa (heute Huambo) die Unabhängigkeit Angolas aus, während die MPLA dasselbe in Luanda tat. In den folgenden Monaten gewann die MPLA-Regierung militärisch die Oberhand. Die „Gegenregierung“ in Huambo löste sich auf, ebenso wie der militärische Arm der FNLA. Diese begann ein politisches Schattendasein, während die UNITA einen Guerillakrieg gegen die MPLA-Regierung aufnahm.

### Nachkoloniale Entwicklungen
Nach der Unabhängigkeitserklärung errichtete die MPLA einen Einparteienstaat nach (damals) osteuropäischem Muster. Andere politische Organisationen, auch die FNLA, hatten also keinen Platz in diesem System. Während die UNITA unter diesen Umständen den militärischen Kampf gegen die MPLA fortsetzte und so den Bürgerkrieg in Angola einleitete, nahm die FNLA daran nur im Anfang kurz teil. Es zeichnete sich bei ihr vielmehr ein Zerfallsprozess ab, der sich z. B. daran ablesen ließ, dass Holden Roberto sich jahrelang nach Paris zurückzog und verschiedene führende Köpfe der Bewegung (Johnny Pinnock, Henrik Vaal Neto u. a.) zur MPLA überliefen und in Luanda Regierungsfunktionen übertragen bekamen.
Als die MPLA sich entschloss, zu einem Mehrparteiensystem überzugehen und dazu 1992 eine neue Verfassung verabschiedete, gründete sich die FNLA in aller Form als politische Partei. Bei der Parlamentswahl 1992 erreichte sie jedoch nur 2,4 % der Wählerstimmen, Holden Roberto bei der Präsidentenwahl sogar nur 2,1 %. Dieses Ergebnis spiegelte den enormen Verlust an Glaubwürdigkeit wider, den die Partei unter den Bakongo erlitten hatte. Daraus ergab sich für die FNLA die akute Gefahr, in die Bedeutungslosigkeit zu versinken. Eine gewisse Aufwertung erfuhr sie, als das MPLA 1997 die Initiative ergriff, eine „Regierung der nationalen Einheit und Versöhnung“ (Governo de Unidade e Reconciliação Nacional, GURN) zu bilden, an der auch Minister von FNLA und UNITA teilnahmen. Die Lage der FNLA verschärfte sich jedoch, als sich 1999 innerhalb der Partei zwei Flügel herausbildeten, der eine „präsidententreu“, der andere geführt von Lucas Ngonda, einem Dozenten für Soziologie an der Universidade Agostinho Neto in Luanda. Als Holden Roberto 2007 starb, wurde zunächst Ngola Kabangu, eine der historischen Führungsfiguren der FNLA, zu seinem Nachfolger gewählt, doch wurde dessen Wahl 2009 vom Verfassungsgericht für ungültig erklärt. Noch 2009 wurde jedoch Lucas Ngonda zum Vorsitzenden gewählt, aber seine Gegner fochten die Wahl an und das Verfassungsgericht erklärte 2010 auch seine Wahl für ungültig. Inzwischen war bei der zweiten Parlamentswahl im Jahre 2008 der Stimmenanteil der FNLA auf 1,11 % geschrumpft. Sie ist damit zwar noch mit 3 Abgeordneten im Parlament vertreten, hat aber politisch jedes Gewicht verloren. bei den Wahlen zur Nationalversammlung Angolas 2012 wiederholte sie in etwa das Ergebnis von 2008, errang damit aber nur noch 2 Sitze.